# Abeno-ku
Abeno (阿倍野区, Abeno-ku) est l'un des vingt-quatre arrondissements d'Osaka, au Japon. Il se trouve au sud de la ville ; un peu plus de 107 000 personnes y vivent.
Il est desservi par la ligne Kintetsu Minami Osaka, les lignes de métro Midōsuji et Tanimachi ainsi que par la ligne de tram Hankai Uemachi.
Le quartier Abenobashi est une zone commerciale avec des grands magasins et des salles de cinéma.
Sharp Corporation a ses bureaux principaux dans l'arrondissement.

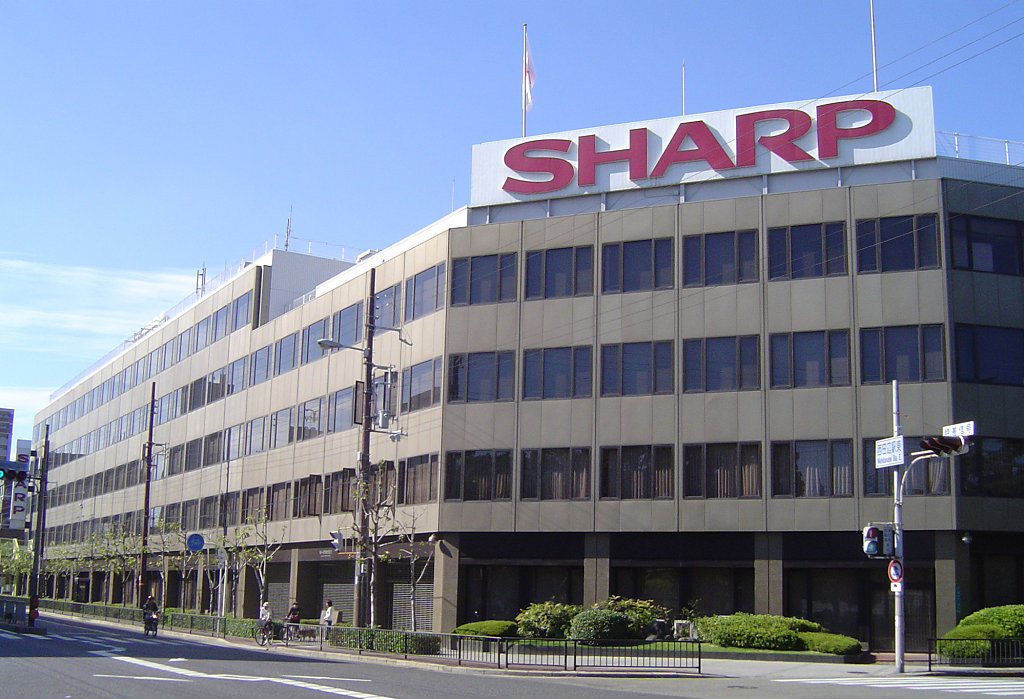
Bureaux de Sharp dans l'arrondissement Abeno.

## Origine du nom
Il est possible que le nom Abeno provienne d'un ancien et puissant clan du Japon.